# Puerta Trigemina

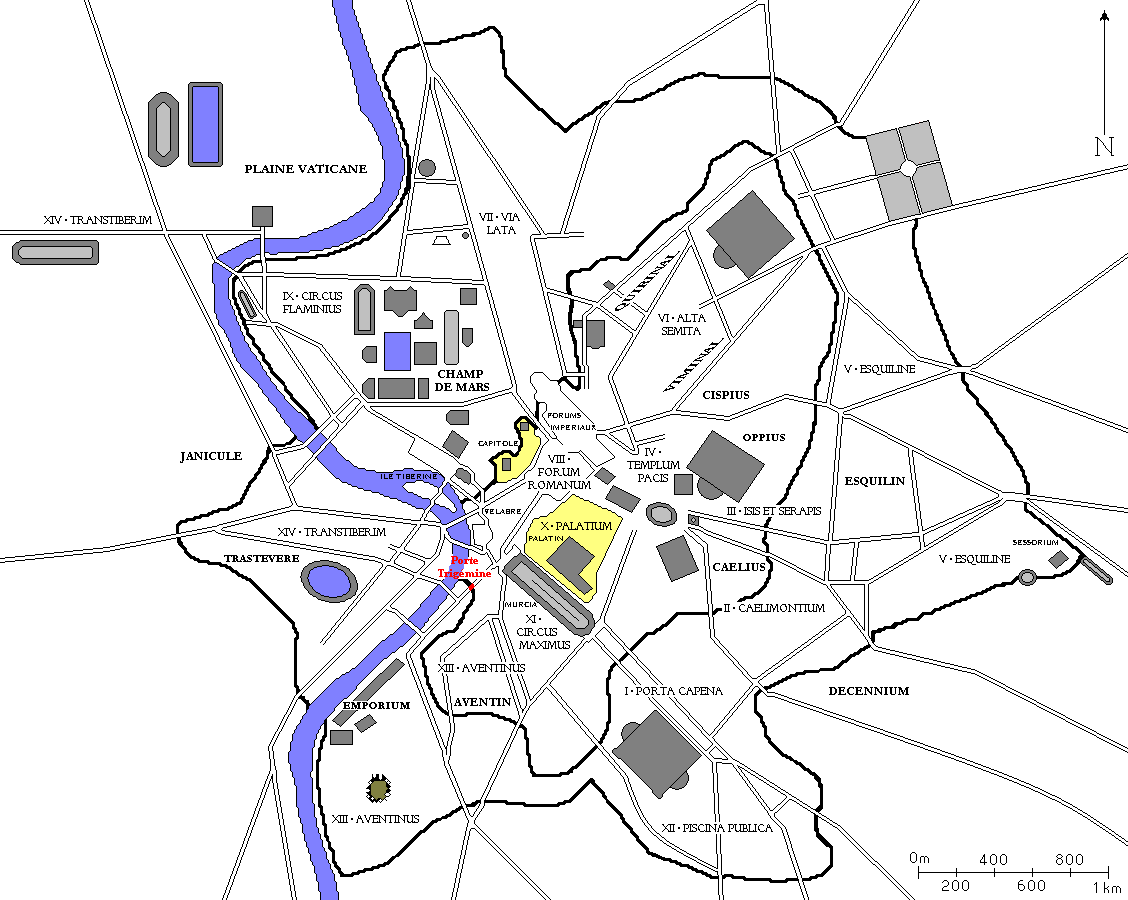
Plano de Roma con la Puerta Trigemina en rojo.

La Puerta Trigemina fue una de las puertas principales de la Antigua Roma, ubicada en las Murallas Servianas. La puerta no existe en la actualidad, pero es mencionada con frecuencia por los autores antiguos, ubicándola entre el extremo norte del Aventino y el Tíber, probablemente cerca del Foro Boario. Su nombre probablemente hace referencia a que estaba formada por una triple entrada para poder dar cabida al tráfico que discurría por ella procedente de la Vía Ostiensis que comunicaba Roma con el puerto de Ostia.